# Pfrimmtalviadukt
Der Pfrimmtalviadukt, umgangssprachlich auch als Marnheimer Brücke bezeichnet, war eine Eisenbahnbrücke bei Marnheim im rheinland-pfälzischen Donnersbergkreis. Sie wurde als Steinbogen- und Fachwerkbrücke zwischen 1872 und 1874 erbaut, war 260 m lang, 30 m hoch und führte die Donnersbergbahn vom Hungerberg über das Tal der Pfrimm zur Zellertalbahn. Ein verbliebener Rest der Brücke steht unter Denkmalschutz und bildet das „Tor zum Zellertal“.

## Geographische Lage
Der Viadukt wurde östlich des Marnheimer Kernorts erbaut. Sein nördlicher Steinbogenbrückenrest steht am Nordostrand der Ortschaft auf etwa 193 m ü. NHN Höhe. Er befindet sich 45 m südlich der Bundesstraße 47 und 200 m nördlich der Mündung des Goldbrunnengrabens (Goldbrunnenbächlein) in den dort in Südwest-Ostnordost-Richtung fließenden Rhein-Zufluss Pfrimm und überführt einen Feldweg. Etwa 240 m südsüdöstlich von der Mitte des nördlichen Brückenrests entfernt steht auf rund 200 m Höhe nahe dem Pfrimmsüdufer der Steinpfeilerrest des südlichen Widerlagers.

## Geschichte und Beschreibung
Der 260 m lange und 30 m hohe Pfrimmtalviadukt bestand aus einer ca. 40 m langen, dreibogigen Mauerwerks-Bogenbrücke und einer ca. 220 m langen Fachwerkbrücke mit vier einzelnen, parallelgurtigen  Überbauten aus Eisenfachwerk, die zwischen dem nördlichen Viadukt-Teil und dem südlichen Widerlager auf drei eisernen Gerüstpfeilern mit gusseisernen Eckpfosten auflagen. Hersteller der Eisenkonstruktionen war das renommierte Unternehmen Gebrüder Benkiser in Pforzheim. Die Brückenpfeiler wurden auf Pfahlgründungen errichtet.
Kurz vor Ende des Zweiten Weltkriegs wurde die Brücke am 20. März 1945 von sich zurückziehenden Truppen der Wehrmacht gesprengt. Die Verbindung nach Mainz via Alzey war damit unterbrochen. Nach dem Krieg gab es Bestrebungen den Viadukt wieder zu errichten, doch scheiterte dies – ebenso wie eine Neutrassierung ohne Viadukt – an den Kosten. Die eisernen Überbauten und Pfeiler wurden verschrottet, die gemauerten Bauteile blieben erhalten.
Seit bei der Verlegung der B 47 der nördlich anschließende Bahndamm abgetragen wurde, steht der nördliche Viadukt-Teil rundum frei. Der ehemals von der Dammschüttung bedeckte Teil des Bauwerks ist an der unterschiedlichen, gröberen Oberfläche erkennbar.